# دميتري ماسكاييف
دميتري ألكساندروفيتش ماسكاييف (بالروسية: Дмитрий Александрович Маскаев؛ ولد في 27 ديسمبر 1987) هو لاعب كرة قدم روسي محترف ذو أصول أبخازية.